# 資料串流
資料串流（英語：dataflow），是一个用在電腦计算的術語，有多方面的含義，取决于具體的应用程序及使用情境。在软件架构領域，資料流指的通常是串流處理或响应式编程。

## 軟件架構
資料流是一種軟件範例，它基於將計算參與者與可以同時執行的階段（管道）斷開連接的想法。數據流也可以稱為串流處理或响应式编程。